# Mazuca dulcis
Mazuca dulcis là một loài bướm đêm trong họ Noctuidae.